# Metzgerpost
Als Metzgerpost wird eine frühe Form der Beförderung und Zustellung von Post- und Paketsendungen durch herumziehende, Vieh kaufende Metzger bezeichnet.
Metzgerposten waren vor allem in Süddeutschland, besonders in Württemberg, Baden und der Pfalz üblich.

## Geschichte
Die ersten wurden im 16. Jahrhundert zur Nachrichtenbeförderung eingerichtet. Da die Metzger oft mit Pferd und Wagen unterwegs waren, um Vieh einzukaufen, ergab es sich, dass Behörden, Kaufleute und Privatpersonen ihnen häufig Briefe und Güter zur Bestellung übergaben. Zu diesem Zweck schlossen verschiedene Städte und Kaufmannsgilden mit den Metzgern förmliche Verträge zur Übernahme von Botenleistungen ab. In Württemberg wurden die Metzger durch landesherrliche Verordnung verpflichtet, Briefsendungen gegen Entschädigung zu befördern.
Die Metzger gaben ihre Ankunft und Weiterreise in den von ihnen berührten Orten durch Blasen des Kuhhorns bekannt, das als Vorläufer des Posthorns angesehen wird, um an den Stationen eine schnellere Abfertigung zu erlangen. In Süddeutschland haben die Metzgerposten eine bedeutende Rolle eingenommen.
Ein Vogt aus Tuttlingen erklärte 1595 (andere Quellen: 1596) bei seinem Amtsantritt: „Die Metzger seien mit ihren Pferden zu Postritten verpflichtet.“ und bekämen für den Tag und für je ein Pferd 5 Batzen.
Nachrichten über die Metzgerposten sind nicht sehr zahlreich, wenn auch da und dort Metzgerordnungen nachgewiesen werden können. So hat Herzog Johann Friedrich von Württemberg am 26. Juni 1622 eine Post- und Metzgerordnung erlassen, die vorschrieb, das an allen Postorten oder Orten, wo Metzgerposten sich befanden,

„für die Reisenden drei gute Pferde „bei der Hand und fertig gehalten werden sollen“. daß stehts nur bis zur nächsten Post oder zum nächsten Orte, wo ein anderes Pferd zu bekommen sei, geritten werden müsse, daß von der Meile ein halber Gulden zu bezahlen sei und Postillion und Pferde auf der Reise zu unterhalten seien, daß der Metzger für die Briefbeförderung „solange diese Teuerung währet“ statt des halben Guldens von der Meilen ¾ Gulden erhalten solle, und daß der Metzger bei Beförderung von Amtsbriefen sich den Tag seiner Abreise und der Überlieferung des Briefes auf einem „absonderlichen“ Zettel bescheinigen lassen müsse.“

Aus der Ordnung geht auch hervor, dass die Metzger „der Posten halber bei den Landesdefensionswesen Freiheiten“ genießen.
Die Metzgerposten verschwanden mit Ende des 17. beziehungsweise wurden dann im 18. Jahrhundert von der Kaiserlichen Reichspost unter der Leitung der Thurn und Taxis und den Landespostanstalten übernommen.